# ATC kod A03
ATC kod A03 Lekovi za funkcionalne gastrointestinalne poremećaje su terapeutska podgrupa sistema za anatomsko terapeutsko hemijsku klasifikaciju. Ovaj sistem alfanumeričkih kodova je razvio  za klasifikaciju lekova i drugih medicinskih proizvoda.  Podgrupa A03 je deo anatomske grupe A Alimentarni trakt i metabolizam.

Kodovi za veterinarsku upotrebu (ATCvet kodovi) se mogu formirati stavljanjem slova Q ispred humanih ATC kodova: QA03... ATCvet kodovi bez odgovarajućeg humanog ATC koda su navedeni sa vodećim Q na sledećoj listi.
Nacionalna izdanja ATC klasifikacije mogu da obuhvataju dodatne kodove koji nisu prisutni na ovoj listi.

## Lekovi za poremećaje funkcije creva

### Sintetičkiantiholinergici,estrisatercijarnom amino grupom
Oksifenciklimin
 Kamilofin
 Mebeverin
 Trimebutin
 Rociverin
 Dicikloverin
 Diheksiverin
 Difemerin
 Piperidolat

### Sintetički antiholinergici, kvaternarna amonijum jedinjenja
Benzilon
 Glikopironijum
 Oksifenonijum
 Pentienat
 Propantelin
 Otilonijum bromid
 Metantelin
 Tridiheksetil
 Izopropamid
 Heksociklijum
 Poldin
 Mepenzolat
 Bevonijum
 Pipenzolat
 Difemanil
 (2-benzhidriloksietil)dietil-metilamonijum jodid
 Tiemonijum jodid
 Prifinijum bromid
 Timepidijum bromid
 Fenpiverinijum
 Oksifenonijum, kombinacije
 Benzetimid
 Karbahol
 Neostigmin

### Sintetičkiantispazmodici, amidi sa tercijarnim aminima
Dimetilaminopropionilfenotiazin
 Nikofetamid
 Tiropramid

###A03AD Papaverini derivati
Papaverin
 Drotaverin
 Moksaverin

### Lekovi sa dejstvom naserotoninskereceptore
Alosetron
 Tegaserod
 Cilansetron
 Prukaloprid

###A03AX Drugi lekovi za poremećaje funkcijecreva
Fenpipran
 Diizopromin
 Hlorbenzoksamin
 Pinaverijum
 Fenoverin
 Idanpramin
 Proksazol
 Alverin
 Trepibuton
 Izometepten
 Karoverin
 Floroglucinol
 Silikoni
 Trimetildifenilpropilamin
 Alverin, kombinacije
 Silikoni, kombinacije
 Fiziostigmin
 Makrogol ricinoleat (NFN)

## Velebiljei derivati

### Alkaloidi velebilja, tercijarni amini
Atropin
 Hiosciamin
 Velebilje, totalni alkaloidi

### Alkaloidi velebilja, semisintetička, kvaternarna amonijum jedinjenja
Butilskopolamin
 Metilatropin
 Metilskopolamin
 Fentonijum
 Cimetropijum bromid

## Antispazmodiciu kombinaciji sapsiholepticima

### Sintetičkiantiholinergičniagensi u kombinaciji sapsiholepticima
Izopropamid i psiholeptici
 Clidinijum i psiholeptici
 Oksifenciklimin i psiholeptici
 Otilonijum bromid i psiholeptici
 Glikopironijum i psiholeptici
 Bevonijum i psiholeptici
 Ambutonijum i psiholeptici
 Difemanil i psiholeptici
 Emepronijum i psiholeptici
 Propantelin i psiholeptici

### Velebilje i derivati u kombinaciji sa psiholepticima
Metilskopolamin i psiholeptici
 Velebilje totalni alkaloidi i psiholeptici
 Atropin i psiholeptici
 Metilhomatropin i psiholeptici
 Hiosciamin i psiholeptici

##A03D Antizpasmodici u kombinaciji sa analgeticima

### Sintetički antiholinergični agensi u kombinaciji sa analgeticima
Tropenzilon i analgetici
 Pitofenon i analgetici
 Bevonijum i analgetici
 Ciklonijum i analgetici
 Kamilofin i analgetici
 Trospijum i analgetici
 Tiemonijum jodid i analgetici

### Velebilje i derivati u kombinaciji sa analgeticima
Butilskopolamin i analgetici

## Propulzivi

### Propulzivi
Metoklopramid
 Cisaprid
 Domperidon
 Bromoprid
 Alizaprid
 Kleboprid
 Fiziostigmin